# アレクセイ・フヴォストフ
アレクセイ・ニコラエヴィッチ・フヴォストフ（Алексе́й Никола́евич Хвосто́в、Aleksey Nikolayevich Khvostov 、1872年7月1日 - 1918年9月5日）は、ロシア帝国の政治家。

## 来歴
1872年に貴族の家柄に生まれる。父ニコライもロシア帝国上院議員及びロシア帝国国家評議会議員を務めた。ツァールスコエ・セロー・リツァイを卒業後法学を学び、1898年に弁護士アレクサンドル・ポポフの娘エカチェリーナと結婚した。
1904年にミンスク県副知事に就任し、トゥーラ県副知事、ヴォログダ県知事を経て、1906年にニジニ・ノヴゴロド州副知事に就任し、同年に知事に昇進する。1911年に首相兼内務大臣ピョートル・ストルイピンが暗殺された際に、グリゴリー・ラスプーチンによって後任の内相に推薦されるが、大蔵大臣ウラジーミル・ココツェフの反対に遭い、また、ニコライ2世も「内相には若過ぎる」として却下した。1912年にオリョール州からドゥーマに出馬して当選し、1915年9月26日に内相に任命される。フヴォストフの内相就任について、叔父アレクサンドル・フヴォストフは就任に反対している。
内相就任後、フヴォストフは政府内での地位を確立するため、かつて自身を内相に推薦したラスプーチンの排除を画策するようになる。彼は警視総監ステパン・ベレトスキーや聖職者のセルゲイ・トルファノフと共謀してラスプーチン暗殺を計画し、同時に「ラスプーチンはドイツ帝国のスパイである」という噂を流したが、1916年3月3日に噂を流したことが露見し内相を罷免された。内相は首相ボリス・スチュルメルが兼任することになり、7月9日からは叔父アレクサンドルが内相を務めた。
1917年に二月革命が勃発するとロシア臨時政府に逮捕されてペトロパヴロフスキー要塞に収監され、ロシア臨時政府特別調査委員会により公金横領の容疑で告発された。十月革命でボリシェヴィキ政権が成立した後、モスクワ・ペトロフスキー公園でベレトスキーら他の帝国議会議員や聖職者たちと共に公開の銃殺刑に処された。
当時の関係者からは、肥満した体格とともに政治能力の欠如を酷評された。